# Теректи (Карасуський район)
Теректи́ (каз. Теректі) — село у складі Карасуського району Костанайської області Казахстану. Входить до складу Октябрського сільського округу.
Населення — 84 особи (2021; 396 у 2009, 425 у 1999, 933 у 1989).
Колишня назва — Вільямса.